# 茂木ミユキ
茂木 ミユキ（もてぎ みゆき、1977年8月31日 - ）は、日本の女性ヴォーカリスト、シンガーソングライター。
Anita、miu名義にて作詞・作曲活動も行う。また、本名の福田美幸としても活動。他に朗読家、モデル、ファッションデザイナーなど幅広いジャンルで活動。
長女は女優、グラビアアイドルの福田ルミカ。

## 経歴
幼い頃よりピアノと合唱を学ぶ。高校時代は音楽部に所属し、ミュージカル出演経験がある。
慶應義塾大学総合政策学部在学中、K.O.E.（慶應大学SFCアカペラサークル）に所属。歌手の一青窈も同時期にK.O.E.で活動していた。
大学生時代からアマチュア・ボーカリストとしてステージや路上ライブを行っている所を音楽関係者にスカウトされる。在学中の1998年に「Anita」名義にて東芝EMIよりメジャー・デビュー。その後に活動を一旦休止して学生に戻る。2001年に「miu」名義でデンジャークルー・レコードに所属。2002年に「茂木ミユキ」名義にて東芝EMIより発売。2003年に結婚。その後も1男1女の母親としての傍ら、音楽活動をライフワークとし、自分のペースで継続的に活動している。

## 音楽性
茂木の歌声は独特の癒しの音色を持っており、制作スタッフが日本音響研究所に彼女の声を計測してもらったところ、日本人では珍しい高周波とゆらぎが検出された。その声からは聞く人をリラックスさせるα波が出ている事が判明し、「百万人に一人の声質の持ち主」と言われる。

## ディスコグラフィ
- 「Anita」名義　
  - 1998年
    - 9月30日シングル「太陽の花」（作詞：Anita・作曲：Akira）東芝EMI
    - 12月2日シングル「雲の扉」（作詞：Anita・作曲：Akira）東芝EMI
- 「miu」名義　
  - 2001年10月24日
    - シングル「HOPE」（作詞・作曲：Solveig）[5]　デンジャー・クルー・レコード

  - 2011年4月3日
    - ミニアルバム「A New Moon At Dawn」（作詞：miu・作曲：成田忍）miuseum
- 「茂木ミユキ」名義
  - 2002年
    - 1月30日　シングル「洪水」（作詞：松本隆　作曲：Solveig）[5]　東芝EMI
    - 4月17日　アルバム「M.I.U.」[5]　東芝EMI

  - 2012年8月4日
    - 「＃空でつながる」（作詞：茂木ミユキ & 空でつながるPJ　作曲：鳴瀬シュウヘイ）[6]

  - 2016年11月23日
    - 「ジオラマ」（作詞：miu　作曲：矢部浩志）[7][8]

## 朗読
- ラジオNIKKEI にて、ミニアルバム『A New Moon at Dawn』より『浅い夢』、『Ferris　Wheel』」と共に放送（オンデマンド、iTunesにて視聴可能）。
  - 2015年
    - 1月31日　「開かれた扉」作：サキ[9]
    - 2月7日　「お願い」 作：ロアルド・ダール　脚色：茂木ミユキ[10]
    - 3月28日　「雪女」作：小泉八雲　脚色：茂木ミユキ[11]

## 童謡
- 聴くecomom　By ラジオNIKKEI オーディオ Podcastにて視聴可能[12]
  - 2011年
    - 6月27日　むすんでひらいて
    - 6月28日　あめふり
    - 6月29日　かたつむり
    - 6月30日　靴が鳴る

## CM・モデル・メディア出演等
- SONY Life Space UX　LED電球型スピーカーCM出演
  - 自宅を「音と光」で極上のくつろぎ空間にする方法[13]
- UCHIDA-TV Trial Japan　大使
- 三菱地所リアルエステートサービス
  - 横浜美術館 「刻を知る〜Weekend Museum」学芸員 [14]
- クロワッサン　ヘアカットモデル
- 家庭画報　ヘアカットモデル
- 服部新一郎　水彩画、油絵モデル
- 2017年
  - 9月25日〜30日　銀座STAGE-1　「MIU&服部新一郎展」
  - 12月4日　FM SOUNDS配信番組　山岸伸 世界の光の中で 2017年12月第1号出演[15]
  - 12月20日
    - 学研カメラ雑誌『CAPA』2018年1月号
      - 山岸伸コラム「世界の光の中で」第92回ゲストモデル

  - 12月20日
    - 玄光社のカメラ雑誌『フォトテクニックデジタル』2018年1月号
      - 山岸伸連載　Vol.12「僕のカメラを持った淑女たち」ゲストモデル
- 2018年
  - 5月19日
    - 『アサヒカメラ』2018年6月号
      - 「ソニー「α」の軌跡　第1回」対談 山岸伸×山本まりこ 撮影モデル
- 2019年
  - 4月22日
    - 主婦と生活社 ar特別編集　大人に似合うヘアBOOK2　ヘアカットモデル

  - 5月20日発売　モーターマガジン社 カメラ雑誌 『カメラマン』2019年6月号
    - 「What's up?　マイクロフォーサーズという選択　第7回 山岸伸」 撮影モデル

## ファッションデザイナーとして
- 2017年12月6日
  - 大阪在住のデザイナー・アーティスト、山本エリとのコラボレーションにより、オーダーメイド・ファッションブランド、"MIUELLI"を立ち上げる。

## 最近の主なライブ活動
- ワンマン、ミニライブを含む。
  - 2011年
    - 2月2日　南青山 MANDALA
      - birth@MANDALA Maaya 麻文(vo)／ emi-ra／ 茂木ミユキ／ Black Symphony

    - 4月3日　南青山 MANDALA
      - miuワンマンライブ "A NEW MOON AT DAWN" リリース記念

    - 8月2日　南青山 MANDALA
      - 茂木ミユキ ライブ出演

    - 10月22日
      - 代々木公園メインステージ アースガーデン”秋” 茂木ミユキ ライブ出演

    - 10月9日
      - 京浜ロックフェスティバル　「mir by miu（ミール バイ ミウ）」ライブ出演

    - 11月2日
      - 南青山 MANDALA　茂木ミユキ ライブ出演

  - 2012年
    - 1月11日・3月6日・4月1日　青山 月見ル君想フ
      - 茂木ミユキ ライブ出演

    - 8月14日　伊達市梁川美術館 ギャラリーコンサート
      - 東日本大震災 福島県伊達市復興活動として参加

  - 2013年
    - 1月26日　青山 月見ル君想フ
      - 茂木ミユキ ライブ出演

    - 2月24日　ドラードギャラリー 小原聖史個展
      - 茂木ミユキ ミニライブ

  - 2014年
    - 5月9日　ドラードギャラリー 小原聖史個展
      - 茂木ミユキ ミニライブ

    - 6月11日　銀座REIJINSHA GALLERY 菊地武彦個展
      - 茂木ミユキ ミニライブ

  - 2015年
    - 8月8日　渋谷TSUTAYA O-NEST
      - 茂木ミユキ Summer Live with Gorilla〜REUNION

  - 2016年
    - 2月20日　つくば古民家
      - 茂木ミユキ ワンマンライブ

    - 12月3日　東京倶楽部 水道橋店
      - 「茂木ミユキtrio」
        - 茂木ミユキ（Vo） ／天辰直彦（Fl）／ 安田和生（Pf）

  - 2017年
    - 3月10日　オリンパスギャラリーコンサート
      - 東日本大震災 福島県伊達市復興活動として参加

    - 4月19日　渋谷 CLUB QUATTRO
      - 「Musement Fair」発売記念 LIVE「夜のミューズメント」
        - The Musements：岩崎なおみ（Bass）／佐藤優介（Key）／西田修大（Gui）／矢部浩志（Drums）※ゲスト：安藤裕子／カーネーション／konore／武田カオリ／野見山睦未／茂木ミユキ（五十音順）

    - 5月5日　東京倶楽部 水道橋店
      - Jazz Meets Folk
        - 茂木ミユキ（Vo） ／天辰直彦（Fl） ／大森聖子（Pf）／ mi-sa （Gt：Vo）

  - 2018年
    - 4月20日　中目黒 SPACE M
      - 井上 英男初個展レセプションパーティー ミニライブ
        - 茂木ミユキ（Vo） ／タコ マサル（ウクレレ）

    - 11月20日　中目黒 SPACE M
      - 清水のぶこ個展｢アンネの薔薇｣オープニングパーティー
        - Miyuki Motegi Autumn Live
          - 茂木ミユキ（Vo） ／天辰直彦（Fl） ／安田和生（Pf）

## カバー
- コスモスに君と：戸田恵子
- 愛・おぼえていますか：飯島真理
- ムシバのうた：ニコラス・エドワーズ
- Oh You Pretty Things：デヴィッド・ボウイ
- Greensleeves：イングランド民謡
- Baby Blue：ジョルジオ・モロダー
- SPARROW： メリー・ホプキン
- ルード★それでも僕は結婚する[16]：MAGIC!
- アクビ娘の歌：堀江美都子
- TSUNAMI：サザンオールスターズ
- この世の果てまで：スキータ・デイヴィス
- Once in a blue moon ：深津絵里・西田敏行
- 蘇州夜曲：李香蘭